# John Bagley
John Edward Bagley (né le 23 avril 1960 à Bridgeport, Connecticut) est un joueur professionnel américain de basket-ball ayant évolué au poste de meneur.
Après avoir passé sa carrière universitaire aux Eagles de Boston College, il a été drafté en 12e position par les Cavaliers de Cleveland lors de la draft 1982 de la NBA.